# IC 1120/2
IC 1120/2 је галаксија у сазвијежђу Змија која се налази на листи објеката дубоког неба у Индекс каталогу.
Деклинација објекта је + 18° 52' 30" а ректасцензија 15h 26m 11,4s. Привидна величина (магнитуда) објекта IC 1120 износи 15,0 а фотографска магнитуда 16,0.